# Ellen Tornquist

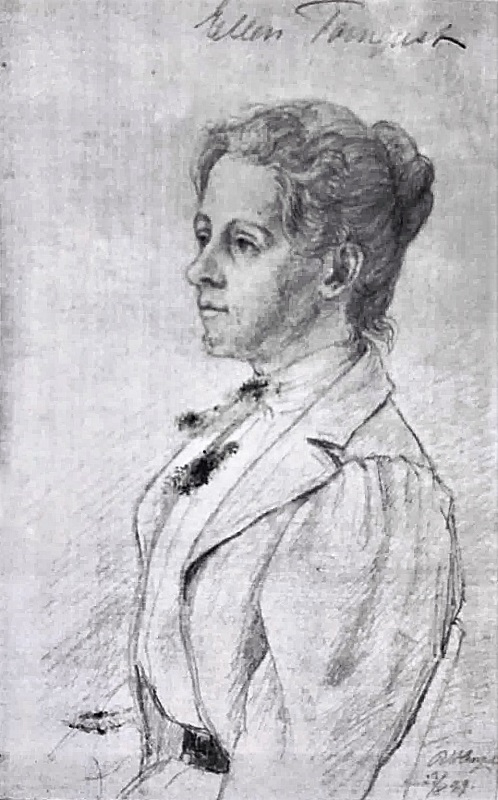
Ellen Tornquist, Zeichnung von Robert Henze

Ellen Minna  Tornquist (* 24. Juni 1871 in Hamburg; † 1. November 1944 in Graz) war eine deutsche Landschaftsmalerin und Lithografin. Ihr Werk ist dem Impressionismus zuzuordnen.

## Leben
Sie studierte ab 1895 an der Damen Akademie München. Ihre dortigen Professoren waren Ludwig Schmid-Reutte und Christian Landenberger, später studierte sie bei Theodor Hummel.
Nach dem Abschluss ihres Studiums wurde sie ordentliches Mitglied des Münchner Künstlerinnenvereins.
Durch diese Mitgliedschaft konnte sie allein 1905 Bilder in Berlin, Bonn, Stuttgart und München ausstellen.
1902 unternahm sie eine Schiffsreise um Afrika, um im Auftrag der Woermann-Linie afrikanische Kunst zu sammeln. Aus dieser Zeit sind einige Pastelle erhalten.
1905 kam sie aus gesundheitlichen Gründen erstmals nach Meran. Diese Stadt wurde bis 1918 ihr Lebensmittelpunkt. In dieser Zeit wurde Franz Fromm ihr Mäzen, der viele ihrer Werke ankaufte. Diese befinden sich heute im  Museum Villa Freischütz.
Ellen Tornquist starb 1944 bei einem Bombenangriff auf Graz mit ihrem Bruder Alexander Tornquist und dessen Ehefrau in deren Haus.

## Ausstellungen (Auswahl)
- Ausstellung beim Kunstverein München 1903[3]
- Einzelausstellung in Meran im Oktober 1907[4]
- Sammelausstellung des Meraner Künstlerbunds 1910 mit u. A. Eduard Euler, Orazio Gaigher, Tina Blau und Thomas Riss[5][6]
- Sammelausstellung des Meraner Künstlerbunds 1911 mit u. A.  und Eduard Euler und Thomas Riss[7]
- Sammelausstellung des Meraner Künstlerbunds 1913 mit u. A. Franz Defregger und Orazio Gaigher[8]
- Sammelausstellung des Meraner Künstlerbunds 1914 mit u. A. Eduard Euler, Orazio Gaigher und Emanuel Pendl[9]
- Einzelausstellung Meran 2021[10]